# Erasmus Ungebaur
 (juin 2020).
Erasmus Ungebaur (né le 2 février 1582 à Naumbourg (Saale), mort le 23 avril 1659 à Iéna) est un juriste allemand.

## Biographie
Il est le fils du boucher Matthäus Ungebaur et son épouse Walburga Zimmermann et perd son père à six mois. Sa mère parvient difficilement à financer ses études. Il peut entrer à l'université d'Iéna à 16 ans. Il poursuit ses études à l'université de Wittenberg en 1603. En 1606, il revient à Iéna, termine son doctorat le 17 février 1612 et, en octobre 1614, est nommé professeur agrégé de droit du fief à l'université d'Altdorf.
Il devient professeur titulaire du Digeste le 17 décembre 1616, avocat-conseil et consultant à la ville de Nuremberg et en 1621 recteur de l'université d'Altdorf. Après la mort d'Andreas Dinner (1579-1633), il reprend la chaire du Code de Justinien en 1634. Comme l'inflation a lieu à Nuremberg en 1635 et que les autorités de l'État envisageent un changement dans les questions religieuses, il essaie de changer sa position. Après la mort de Valentin Riemer en 1635, il vient à l'université d'Iéna, où il devient assesseur à la cour royale de Saxe et au Schöppenstuhl.
En 1636, il est promu troisième assesseur à la cour, en 1637 doyen de la faculté de droit et en 1641 premier professeur à l'Université d'Iéna. À Iéna, il participe aux tâches d'organisation de l'université et est recteur de l'Alma Mater au cours des semestres d'été 1640 et 1652.

## Famille
Erasmus Ungebaur se marie deux fois. Son premier mariage a lieu le 17 février 1612 à Iéna avec Gertraud (morte en 1640), la fille du juriste du Schöppenstuhl d'Iéna Adam Listemann. Ce mariage donne naissance à quatre fils et dix filles, dont quatre filles survivent au père. Son deuxième mariage a lieu le 2 novembre 1646 avec Anna Sophia Mylius, la veuve du secrétaire de l'Université d'Iéna et actuaire au Schöppenstuhl Johann Christoph Kummer (mort le 25 juillet 1641), la fille du notaire et du syndicat de la ville de Herzberg Georg Mylius et sa femme Catharina Mylius, la fille du théologien Georg Mylius. Le mariage donne naissance à deux fils. On connaît comme enfants :
- Helena Blandina Ungebaur épouse le 26 août 1645 à Iéna le juriste Ernst Friedrich Schröter
- Clara Ungebaur épouse en 1655 le juriste et professeur à Iéna Johann Strauch II
- Magaretha Catharina Ungebaur épouse le greffier municipal à Stollberg Johann Lucas Gruber
- Ursula Ungebaur épouse le greffier municipal à Iéna Philipp Hirsch
- Susanna Ungebaur
- Fille mariée à l'actuaire du conseil municipal d'Iéna Philipp Hirsch
- Christoph Erasmus Ungebaur
- Christian Ungebaur (né le 30 septembre 1652 à Iéna, mort le 17 novembre 1652 dans la même ville)